# Feijiantan Shuiku
Feijiantan Shuiku är en reservoar i Kina. Den ligger i provinsen Jiangxi, i den sydöstra delen av landet, omkring 190 kilometer sydväst om provinshuvudstaden Nanchang. Feijiantan Shuiku ligger 229 meter över havet. I omgivningarna runt Feijiantan Shuiku växer i huvudsak blandskog.
Genomsnittlig årsnederbörd är 2 270 millimeter. Den regnigaste månaden är maj, med i genomsnitt 375 mm nederbörd, och den torraste är oktober, med 33 mm nederbörd.